# هوگو آلوز ولامه
هوگو آلوز ولامه (به پرتغالی: Hugo Alves Velame) هافبک اهل برزیل است که در شهر Duque de Caxias و در تاریخ ۲۳ ژوئیهٔ ۱۹۷۴ به دنیا آمده‌است.
هوگو آلوز ولامه در تیم‌های فوتبال فلامینگو سابقهٔ حضور دارد.